# The Movement (organisation politique)
Pour les articles homonymes, voir The Movement.
 (mai 2023).
The Movement est une organisation politique européenne créée par Steve Bannon en 2017, après qu'il a été exclu de l'Administration Trump, dans le but de rassembler des mouvements européens de droite ou conservateurs juste avant les élections européennes de 2019.

## Histoire
En mars 2018, Steve Bannon avait fait un discours au XVIe congrès du Front national (RN), ce qui constituait une de ses premières grandes apparitions en France et en Europe. En juillet 2018, il rencontre la Première ministre de la république serbe de Bosnie, Željka Cvijanović, accompagné de collaborateurs de Donald Trump à Washington, DC, en essayant d'étendre l'influence dans les Balkans. The Movement a attiré l'attention du Premier ministre hongrois, Viktor Orban, qui a en a parlé positivement. En septembre 2018, l'italien Matteo Salvini a rejoint le nouveau réseau eurosceptique de Bannon. Des dirigeants de l'UKIP ont déclaré qu'ils travailleront avec le groupe. Giorgia Meloni, la dirigeante des Frères d'Italie, a déclaré qu’elle comptait rejoindre officiellement The Movement en septembre 2018.
Depuis lors, The Movement a également attiré l'attention de Geert Wilders, chef de l'opposition aux Pays-Bas, chef du Parti pour la liberté et Thierry Baudet, chef du Forum pour la démocratie.
Avec son organisation, Steve Bannon entend lancer une « révolution de droite » à travers l’Europe.

## Partis

### Membres dans l'UE
| Pays     | Parti | Parti           | Chef                | Position       | Députés européens |
| -------- | ----- | --------------- | ------------------- | -------------- | ----------------- |
| Belgique |       | Parti populaire | Mischaël Modrikamen | Extrême droite | 0 / 21            |
| Italie   |       | Ligue           | Matteo Salvini      | Extrême droite | 29 / 73           |
| Italie   |       | Frères d'Italie | Giorgia Meloni      | Extrême droite | 6 / 73            |

### En discussion
| Pays     | Parti | Parti                          | Chef           | Position       | Députés européens |
| -------- | ----- | ------------------------------ | -------------- | -------------- | ----------------- |
| France   |       | Rassemblement national         | Marine Le Pen  | Extrême droite | 22 / 74           |
| Hongrie  |       | Fidesz-Union civique hongroise | Viktor Orban   | Droite         | 13 / 21           |
| Pays-Bas |       | Forum pour la démocratie       | Thierry Baudet | Droite         | 3 / 26            |
| Pays-Bas |       | Parti pour la liberté          | Geert Wilders  | Extrême droite | 0 / 26            |